# Colloid & Polymer Science
Colloid & Polymer Science is een internationaal, aan collegiale toetsing onderworpen wetenschappelijk tijdschrift op het gebied van de
fysische chemie en
polymeren.
De naam wordt in literatuurverwijzingen meestal afgekort tot Colloid Polymer Sci.
Het wordt uitgegeven door Springer Science+Business Media namens de Kolloid-Gesellschaft en verschijnt maandelijks.
Het tijdschrift is opgericht in 1906 als Zeitschrift für Chemie und Industrie der Kolloide. In 1913 werd de naam veranderd in Kolloid Zeitschrift, en in 1962 in  Kolloid-Zeitschrift & Zeitschrift für Polymere. De huidige naam dateert uit 1974.